# Francisco Lacaz de Moraes Vieira
Francisco Lacaz de Moraes Vieira (29 de novembro de 1935) é um pesquisador brasileiro, membro titular da Academia Brasileira de Ciências na área de Ciências Biomédicas desde 5 de março de 1997. Ele foi professor do Instituto de Ciências Biomédicas da Universidade de São Paulo na área de biofísica.
Foi condecorado na Ordem Nacional do Mérito Científico.